# Kabinett Merz
Das Kabinett Merz ist seit dem 6. Mai 2025 die 25. Bundesregierung der Bundesrepublik Deutschland unter der Führung des Bundeskanzlers Friedrich Merz. Das im Anschluss an die vorgezogene Bundestagswahl 2025 gebildete Kabinett setzt sich als Nachfolger des Kabinetts Scholz aus Vertretern der Christlich Demokratischen Union (CDU), der Sozialdemokratischen Partei Deutschlands (SPD) und der Christlich-Sozialen Union (CSU) zusammen. Es handelt sich um die fünfte schwarz-rote Koalitionsregierung und die 17. Regierung unter Führung der Unionsparteien auf Bundesebene.

## Regierungsbildung

### Bundestagswahl
Bei der Bundestagswahl 2025 am 23. Februar 2025 wurden CDU und CSU unter der Führung von Friedrich Merz mit 28,5 % der Stimmen die stärkste Kraft, vor der Alternative für Deutschland (AfD), die mit 20,8 % der Stimmen ein historisches Ergebnis für eine rechtsextreme Partei erzielen konnte. Die SPD unter Bundeskanzler Olaf Scholz kam mit 16,4 % der Stimmen auf ihr schlechtestes Ergebnis in der Nachkriegszeit, während die Grünen mit leichten Verlusten auf 11,6 % zurückfielen. Die Linke konnte ihr Wahlergebnis auf 8,8 % verbessern. Die Freie Demokratische Partei (4,3 %) und das im Jahr zuvor gegründete Bündnis Sahra Wagenknecht (4,98 %) scheiterten an der Fünf-Prozent-Hürde.

### Regierungsbildung

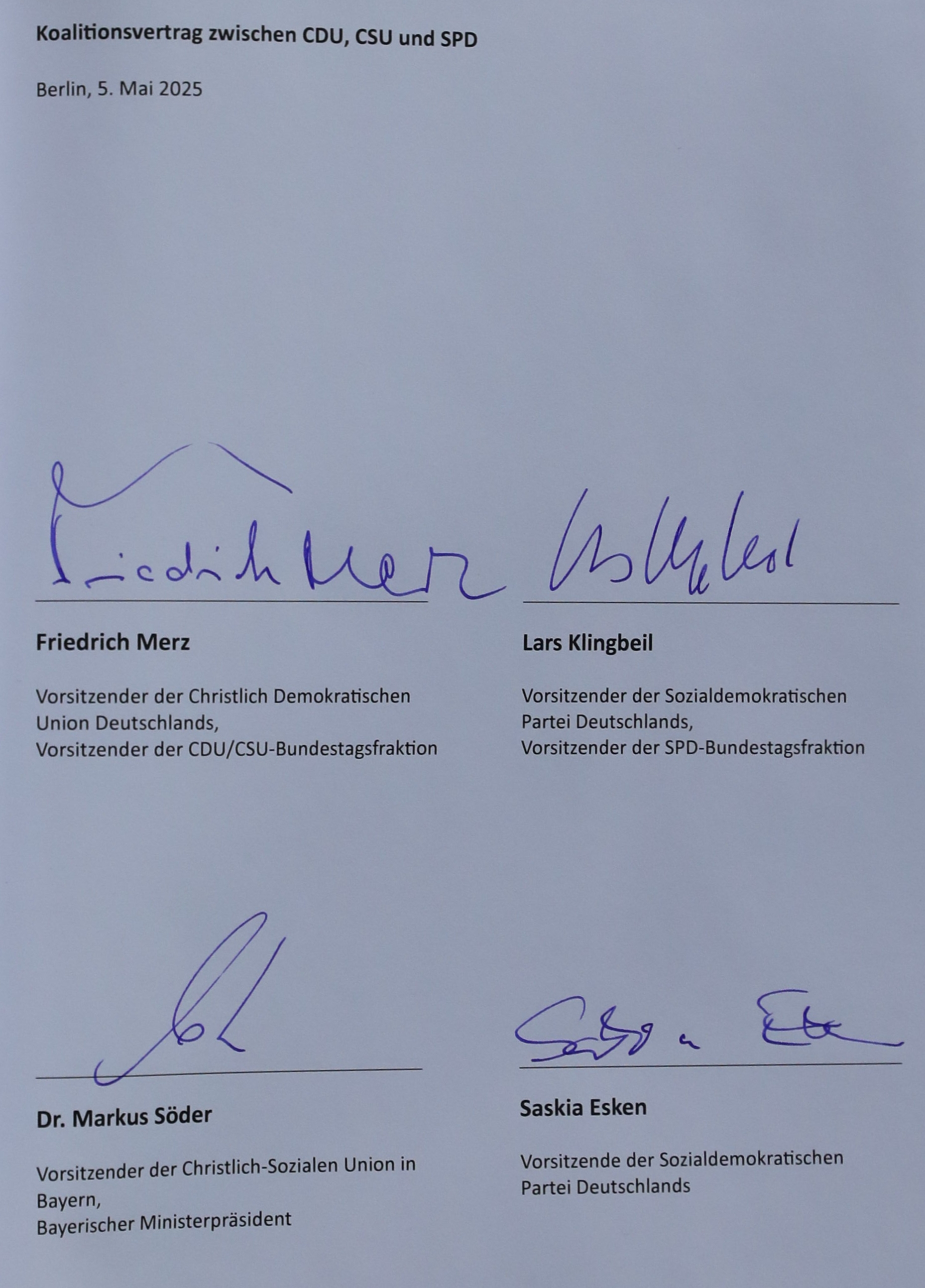
Unterzeichneter Koalitionsvertrag

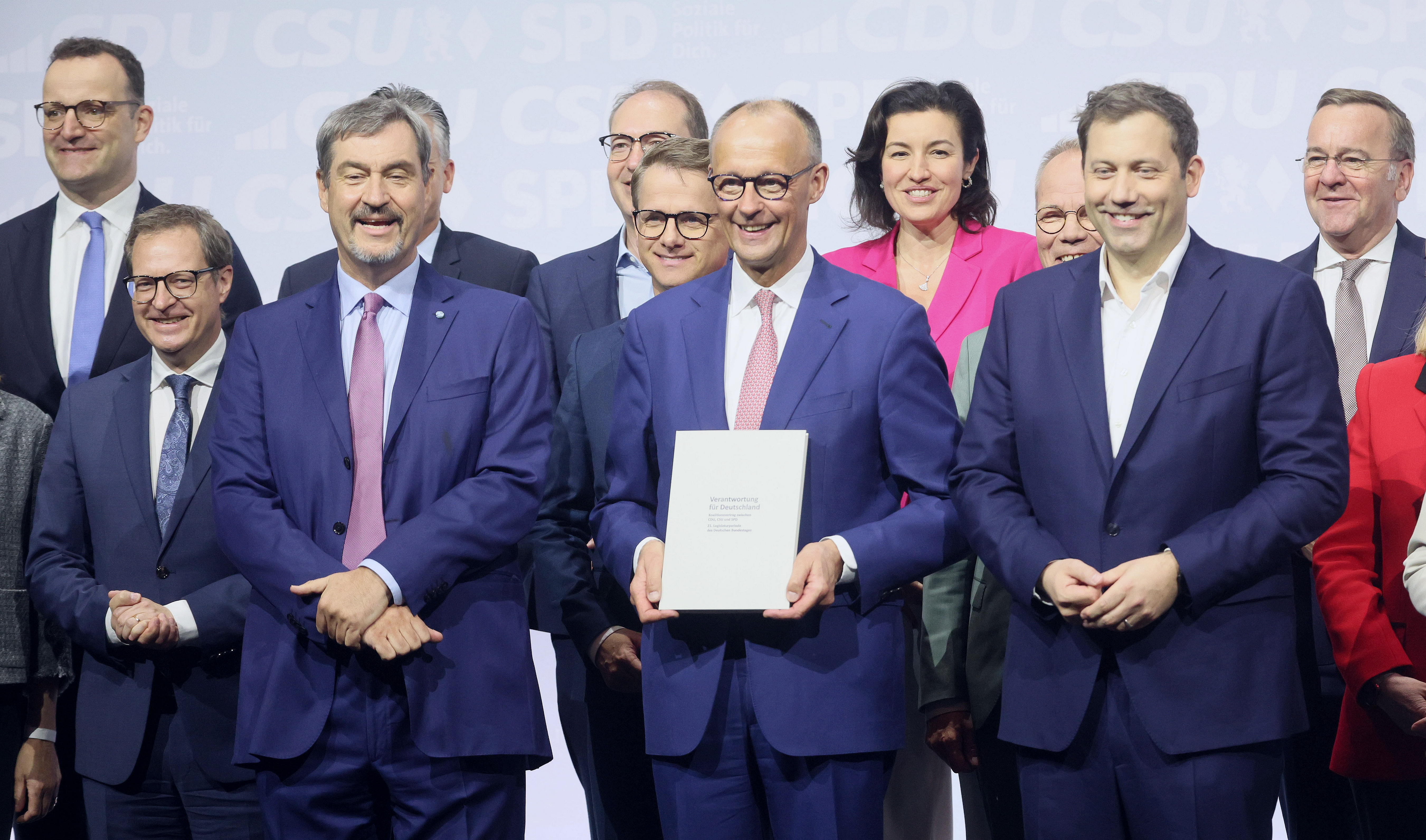
Markus Söder, Friedrich Merz und Lars Klingbeil mit dem Koalitionsvertrag

Nachdem die Union als stärkste Fraktion in den neuen Deutschen Bundestag eingezogen war, nahmen die Spitzen von CDU, CSU und SPD Gespräche zur Bildung einer neuen Bundesregierung auf. Die schwarz-rote Koalition war die einzige rechnerische Konstellation, die vor der Wahl nicht ausgeschlossen wurde und eine Mehrheit im Bundestag erhielt. Zwei Wochen nach der Wahl, am 8. März, schlossen CDU, CSU und SPD ihre Sondierungsgespräche ab und legten ein elfseitiges Papier vor. Anschließend begann die Verhandlung der Parteien über einen Koalitionsvertrag.
Am 9. April 2025 stellten der CDU-Parteivorsitzende Friedrich Merz gemeinsam mit dem CSU-Vorsitzenden, Markus Söder, und den Co-Vorsitzenden der SPD, Lars Klingbeil und Saskia Esken, einen Koalitionsvertrag mit dem Titel „Verantwortung für Deutschland“ für die geplante schwarz-rote Koalition vor.
Am 10. April 2025 beschloss der CSU-Parteivorstand einstimmig den Eintritt in die Koalition. Bei der CDU befürwortete am 28. April 2025 ein kleiner Parteitag den Koalitionsvertrag. Die SPD-Mitglieder entschieden sich in einem Mitgliedervotum für den Eintritt in die Koalition.
Am 28. April 2025 stellten CDU und CSU ihre Personalien für die Ministerposten und Staatssekretäre vor. Lars Klingbeil wurde am Tag der Bekanntgabe des Ergebnisses des Mitgliedervotums seiner Partei, am 30. April 2025, zum designierten Vizekanzler und Finanzminister ernannt. Kurz vor der Unterzeichnung des Koalitionsvertrags am 5. Mai 2025 gab auch die SPD ihre Minister bekannt.

### Wahl des Bundeskanzlers im Bundestag
In der Abstimmung über den deutschen Bundeskanzler wurde Friedrich Merz am 6. Mai 2025 vom 21. Deutschen Bundestag in seiner 2. Sitzung zum Bundeskanzler gewählt. Im ersten Wahlgang, für den er gemäß Art. 63 Abs. 1 GG von Bundespräsident Frank-Walter Steinmeier vorgeschlagen wurde, erhielt Merz nicht die nötige Mehrheit. Die Geschäftsordnung des Bundestages sieht einen zweiten Wahlgang auf Vorschlag aus dem Parlament nach einer Frist von drei Tagen vor. Die Koalitionsfraktionen sowie die Fraktionen Bündnis 90/Die Grünen und Die Linke verständigten sich jedoch auf eine mit Zweidrittelmehrheit zu beschließende Abweichung von der Geschäftsordnung, der die Abgeordneten aller Fraktionen zustimmten. Merz wurde daraufhin von der Unions- und der SPD-Fraktion gemäß § 4 GO-BT erneut nominiert und am selben Tag im zweiten Wahlgang mit der nötigen absoluten Mehrheit zum Bundeskanzler gewählt.
| Wahlgang                                                                  | Kandidat        | Kandidat             | Stimmen | Stimmenzahl | Anteil | Koalitionsparteien | Koalitionsparteien | Koalitionsparteien | Koalitionsparteien |
| ------------------------------------------------------------------------- | --------------- | -------------------- | ------- | ----------- | ------ | ------------------ | ------------------ | ------------------ | ------------------ |
| 1. Wahlgang                                                               |                 | Friedrich Merz (CDU) | Ja      | 310         | 49,2 % |                    |                    |                    | CDU, CSU, SPD      |
| 1. Wahlgang                                                               | Nein            | Friedrich Merz (CDU) | 307     | 48,7 %      |        |                    |                    |                    | CDU, CSU, SPD      |
| 1. Wahlgang                                                               | Enthaltung      | Friedrich Merz (CDU) | 3       | 0,5 %       |        |                    |                    |                    | CDU, CSU, SPD      |
| 1. Wahlgang                                                               | Ungültig        | Friedrich Merz (CDU) | 1       | 0,2 %       |        |                    |                    |                    | CDU, CSU, SPD      |
| 1. Wahlgang                                                               | nicht abgegeben | Friedrich Merz (CDU) | 9       | 1,4 %       |        |                    |                    |                    | CDU, CSU, SPD      |
| 2. Wahlgang                                                               | Ja              | Friedrich Merz (CDU) | 325     | 51,6 %      |        |                    |                    |                    | CDU, CSU, SPD      |
| 2. Wahlgang                                                               | Nein            | Friedrich Merz (CDU) | 289     | 45,9 %      |        |                    |                    |                    | CDU, CSU, SPD      |
| 2. Wahlgang                                                               | Enthaltung      | Friedrich Merz (CDU) | 1       | 0,2 %       |        |                    |                    |                    | CDU, CSU, SPD      |
| 2. Wahlgang                                                               | Ungültig        | Friedrich Merz (CDU) | 3       | 0,5 %       |        |                    |                    |                    | CDU, CSU, SPD      |
| 2. Wahlgang                                                               | nicht abgegeben | Friedrich Merz (CDU) | 12      | 1,9 %       |        |                    |                    |                    | CDU, CSU, SPD      |
| Damit wurde Friedrich Merz im zweiten Wahlgang zum Bundeskanzler gewählt. |                 |                      |         |             |        |                    |                    |                    |                    |

## Zusammensetzung
Die Bundesregierung besteht nach Art. 62 GG aus dem Bundeskanzler und den Bundesministern. Daher sind die Parlamentarischen Staatssekretäre (ggf. mit der Bezeichnung Staatsminister) keine stimmberechtigten Regierungsmitglieder im engeren Sinne, nehmen aber dennoch an Kabinettssitzungen teil. Die amtliche Reihenfolge der Bundesminister wurde nach der Regierungsbildung festgelegt.
| Logo | Amt oder Ressort                                                 | Bild | Name                 | Partei                            | Partei                   | Parlamentarische Staatssekretäre bzw. Staatsminister                                                                     | Partei | Partei |
| --- | ---------------------------------------------------------------- | ---- | -------------------- | --------------------------------- | ------------------------ | --- | ------ | ------ |
| | Bundeskanzler                                                    |      | Friedrich Merz       |                                   | CDU                      | Christiane Schenderlein Staatsministerin für Sport und Ehrenamt                                                          |        | CDU    |
| Wolfram Weimer Staatsminister und Beauftragter für Kultur und Medien                                                    | Bundeskanzler                                                    |      | Friedrich Merz       | parteilos (von der CDU nominiert) | CDU                      | |        |        |
| Michael Meister Staatsminister für Bund-Länder-Zusammenarbeit                                                           | Bundeskanzler                                                    |      | Friedrich Merz       | CDU                               | CDU                      | |        |        |
| | Stellvertreter des Bundeskanzlers Finanzen                       |      | Lars Klingbeil       |                                   | SPD                      | Elisabeth Kaiser Staatsministerin und Beauftragte für Ostdeutschland                                                     |        | SPD    |
| Dennis Rohde | Stellvertreter des Bundeskanzlers Finanzen                       |      | Lars Klingbeil       |                                   | SPD                      | |        | SPD    |
| Michael Schrodi | Stellvertreter des Bundeskanzlers Finanzen                       |      | Lars Klingbeil       |                                   | SPD                      | |        | SPD    |
| | Inneres                                                          |      | Alexander Dobrindt   |                                   | CSU                      | Christoph de Vries |        | CDU    |
| Daniela Ludwig | Inneres                                                          |      | Alexander Dobrindt   | CSU                               | CSU                      | |        |        |
| | Auswärtiges                                                      |      | Johann Wadephul      |                                   | CDU                      | Gunther Krichbaum Staatsminister für Europa Beauftragter der Bundesregierung für die deutsch-französische Zusammenarbeit |        | CDU    |
| Serap Güler Staatsministerin                                                                                            | Auswärtiges                                                      |      | Johann Wadephul      |                                   | CDU                      | |        | CDU    |
| Florian Hahn Staatsminister                                                                                             | Auswärtiges                                                      |      | Johann Wadephul      | CSU                               | CDU                      | |        |        |
| | Verteidigung                                                     |      | Boris Pistorius      |                                   | SPD                      | Nils Schmid |        | SPD    |
| Sebastian Hartmann | Verteidigung                                                     |      | Boris Pistorius      |                                   | SPD                      | |        | SPD    |
| | Wirtschaft und Energie                                           |      | Katherina Reiche     |                                   | CDU                      | Gitta Connemann Beauftragte der Bundesregierung für Mittelstand                                                          |        | CDU    |
| Stefan Rouenhoff | Wirtschaft und Energie                                           |      | Katherina Reiche     |                                   | CDU                      | |        | CDU    |
| | Forschung, Technologie und Raumfahrt                             |      | Dorothee Bär         |                                   | CSU                      | Matthias Hauer |        | CDU    |
| Silke Launert | Forschung, Technologie und Raumfahrt                             |      | Dorothee Bär         | CSU                               | CSU                      | |        |        |
| | Justiz und Verbraucherschutz                                     |      | Stefanie Hubig       |                                   | SPD                      | Anette Kramme |        | SPD    |
| Frank Schwabe | Justiz und Verbraucherschutz                                     |      | Stefanie Hubig       |                                   | SPD                      | |        | SPD    |
| | Bildung, Familie, Senioren, Frauen und Jugend                    |      | Karin Prien          |                                   | CDU                      | Mareike Wulf |        | CDU    |
| Michael Brand Beauftragter der Bundesregierung gegen Antiziganismus und für das Leben der Sinti und Roma in Deutschland | Bildung, Familie, Senioren, Frauen und Jugend                    |      | Karin Prien          |                                   | CDU                      | |        | CDU    |
| | Arbeit und Soziales                                              |      | Bärbel Bas           |                                   | SPD                      | Natalie Pawlik Staatsministerin und Beauftragte für Migration, Flüchtlinge und Integration                               |        | SPD    |
| Katja Mast | Arbeit und Soziales                                              |      | Bärbel Bas           |                                   | SPD                      | |        | SPD    |
| Kerstin Griese | Arbeit und Soziales                                              |      | Bärbel Bas           |                                   | SPD                      | |        | SPD    |
| | Digitales und Staatsmodernisierung                               |      | Karsten Wildberger   |                                   | CDU (zunächst parteilos) | Philipp Amthor |        | CDU    |
| Thomas Jarzombek | Digitales und Staatsmodernisierung                               |      | Karsten Wildberger   |                                   | CDU (zunächst parteilos) | |        | CDU    |
| | Verkehr                                                          |      | Patrick Schnieder    |                                   | CDU                      | Christian Hirte |        | CDU    |
| Ulrich Lange | Verkehr                                                          |      | Patrick Schnieder    | CSU                               | CDU                      | |        |        |
| | Umwelt, Klimaschutz, Naturschutz und nukleare Sicherheit         |      | Carsten Schneider    |                                   | SPD                      | Carsten Träger |        | SPD    |
| Rita Schwarzelühr-Sutter                                                                                                | Umwelt, Klimaschutz, Naturschutz und nukleare Sicherheit         |      | Carsten Schneider    |                                   | SPD                      | |        | SPD    |
| | Gesundheit                                                       |      | Nina Warken          |                                   | CDU                      | Georg Kippels |        | CDU    |
| Tino Sorge | Gesundheit                                                       |      | Nina Warken          |                                   | CDU                      | |        | CDU    |
| | Landwirtschaft, Ernährung und Heimat                             |      | Alois Rainer         |                                   | CSU                      | Silvia Breher |        | CDU    |
| Martina Englhardt-Kopf                                                                                                  | Landwirtschaft, Ernährung und Heimat                             |      | Alois Rainer         | CSU                               | CSU                      | |        |        |
| | Wirtschaftliche Zusammenarbeit und Entwicklung                   |      | Reem Alabali Radovan |                                   | SPD                      | Bärbel Kofler |        | SPD    |
| Johann Saathoff | Wirtschaftliche Zusammenarbeit und Entwicklung                   |      | Reem Alabali Radovan |                                   | SPD                      | |        | SPD    |
| | Wohnen, Stadtentwicklung und Bauwesen                            |      | Verena Hubertz       |                                   | SPD                      | Sören Bartol |        | SPD    |
| Sabine Poschmann | Wohnen, Stadtentwicklung und Bauwesen                            |      | Verena Hubertz       |                                   | SPD                      | |        | SPD    |
| | Bundesminister für besondere Aufgaben Chef des Bundeskanzleramts |      | Thorsten Frei        |                                   | CDU                      | |        |        |

Anmerkungen
1. ↑  Weder Parlamentarische Staatssekretäre noch Staatsminister sind nach Art. 62 GG Teil der Bundesregierung.

## Weitere Personalien
Zum Regierungssprecher wurde Stefan Kornelius ernannt.
Von der Bundesregierung wurden auch Bundesbeauftragte sowie Koordinatoren der Bundesregierung nach § 21 Abs. 3 der Gemeinsamen Geschäftsordnung der Bundesministerien ernannt.